# Bot (program)

Bot (z ang. skrót od robot) – oprogramowanie wykonujące w obszarze nowych technologii i internetu pewne czynności oparte na algorytmach w zastępstwie człowieka. Czasem jego funkcją jest zautomatyzowane naśladowanie ludzkiego zachowania.

## Wstęp
Nazwa bot pochodzi od słowa robot. Programy takie działają na przykład na platformie Facebook Messenger, IRC, ale również w większości innych usług. Powstały, aby działać w czasie nieobecności operatorów kanału dyskusyjnego, pilnować porządku na kanale oraz chronić kanał przed przejęciem.
Botyką nazywa się wykorzystywanie wiedzy na temat zachowania ludzi do modelowania i symulowania cyfrowych postaci. Przykładami są złożone interfejsy, oparte na analizie języka naturalnego i zasadach komunikacji człowiek-człowiek, umożliwiające sprawniejsze interakcje w relacjach człowiek-maszyna. Jak dotąd żaden bot nie był jednak w stanie przejść testu Turinga.

## Gry online
Botem określa się także program (zwłaszcza w grach typu FPP), który wyręcza gracza w celowaniu i strzelaniu (tzw. aimbot). Używanie botów jest postępowaniem wysoce nagannym w środowisku graczy.
Tym mianem określa się również program, który udaje prawdziwych graczy (zwłaszcza w grach typu FPP). Ten rodzaj botów używany jest do treningu lub w przypadku braku dostępu do sieci.
Boty można również spotkać w grach MMORPG, gdzie są używane do automatyzowania czynności wykonywanych przez gracza (np. ciągłe zabijanie potworów). Takie incydenty są wbrew zasadom obowiązującym w grze i ich używanie zazwyczaj skutkuje banem.

## Zastosowanie

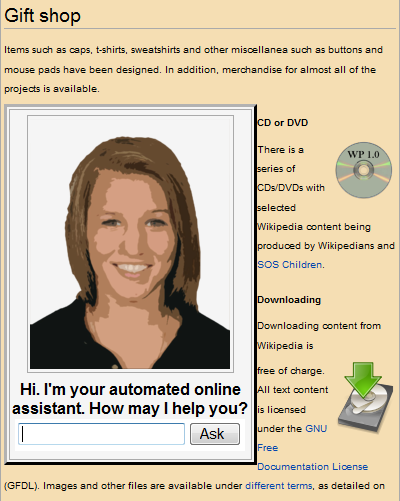
Chatbot na platformie sprzedażowej

Przykładem komercyjnego wykorzystania botów są automatyczni asystenci obsługujący klientów on-line (chatboty).
Są oni głównie wykorzystywani przez organizacje do komunikacji z konsumentami i użytkownikami usług. Dzięki temu przedsiębiorstwa mogą zredukować koszty zatrudnienia oraz szkolenia zastąpionych przez boty pracowników.
Podstawą tej technologii jest analiza języka naturalnego.
Boty z założenia są programami znajdującymi zastosowanie w wykonywaniu określonych czynności przez urządzenia mechaniczne na polecenie człowieka. Mogą m.in. informować o zmienności np. natężenia ruchu komunikacyjnego czy pogody. Są również wykorzystywane w Wikipedii.